# Ring belge R11
Pour les articles homonymes, voir R11.
Le ring belge R11 est la ceinture extérieure d'Anvers. Le ring n'est pas complet : il s'arrête après l'échangeur avec la  A13 à Wijnegem et de l'autre côté à Hoboken à proximité de l'Escaut.